# Karolinka
Karolinka (německy Charlottenhütte,  do roku 1951 Karolinina Huť) je město v okrese Vsetín ve Zlínském kraji, 18 km východně od Vsetína v údolí Vsetínské Bečvy. Žije zde přibližně 2 400 obyvatel.

## Historie
V letech 1861–1862 založil Salomon Reich vedle obce Nový Hrozenkov sklárnu, kterou po své nevlastní matce pojmenoval Karolinina Huť Místní část Karolinina Huť se dne 20. září 1949 oddělila od mateřské obce Nový Hrozenkov a v roce 1951 byl název obce změněn na dnešní Karolinka.

## Městské symboly
Město má následující symboly :
- Znak - tvoří tři symboly, které charakterizují jeho hlavní dominanty, a to skleněný pohár jako symbol výroby skla, vodní hladina symbolizující vodní nádrž a zelená barva, jež představuje přírodu a lesy pokrývající tři čtvrtiny katastrálního území města.
- Vlajka - tvoří ji list, ve kterém jsou tři svislé pruhy v barvách modrá, zelená a modrá v poměru 1:3:1. Ve středu je široká sektová sklenice.

## Obecní správa a politika
Správu nad městem vykonává městské zastupitelstvo v čele se starostou. Je voleno v komunálních volbách na čtyři roky a má 15 členů. 
V roce 2018 (pro roky 2018 až 2022) byli zvolení tito členové  zastupitelstva : Marie Chovanečková (BEZPP), Ing. Michal Kořenek (BEZPP), Mgr. Bohumila Václavíková (BEZPP), Bc. Oldřich Škorňák (BEZPP), Arnošt Koňařík (BEZPP), Sylva Gehrová (BEZPP), Leona Šuláková (BEZPP), Otto Kořistka (BEZPP), Ing. Tomáš Hořelica (ODS), Ing. Luděk Klíma (BEZPP), Bohumil Rožnovják (ČSSD), Mgr. Oldřich Pavelka (BEZPP), Ing. Vlastimil Rapant (BEZPP), Pavel Horák (BEZPP), Jiří Orság (BEZPP). Volební účast byla 55,14 % ve dvou volebních okrscích. Ze zvolených zastupitelů bylo 13 bez stranické příslušnosti, 1 patřil k ČSSD a jeden k ODS. Starostkou se pro toto období 2018 až 2022 stala Marie Chovanečková.

Složení zastupitelstva

### Správní území
Město leží ve Zlínském kraji v okrese Vsetín a má status obce s rozšířenou působností a obce s pověřeným obecním úřadem je součástí správního obvodu Vsetín. Skládá se s 1 katastrálního území a 1 části obce. Sousedními obcemi sídla jsou Hutisko-Solanec, Nový Hrozenkov, Valašská Bystřice a Velké Karlovice.

## Doprava

### Železniční
Město leží na železniční trati č.282, na které se nacházejí dvě železniční zastávky a to Karolinka  a Karolinka zastávka, vlaky zde staví v hodinovém intervalu, dopravcem je společnost ARRIVA vlaky.

### Silniční
Městem prochází silnice III/487 (Ústí - Janová - Hovězí - Huslenky - Halenkov - Nový Hrozenkov - Karolinka a Velké Karlovice statní hranice.

### Autobusová
Město má dobré autobusové spojení s okolními vesnicemi taktéž se tu nachází několik autobusových zastávek, spoje zajišťuje ČSAD Vsetín a.s. .

### Geografie
Sídla v okolí Karolinky:
| Růžice kompasu | Hranice (~62,3 km)   | Hutisko-Solanec (~16,9 km) | Ostravice (~42,9 km)      | Růžice kompasu |
| Růžice kompasu | Vsetín (~23,2 km)    | Sever                      | Velké Karlovice (~3,9 km) | Růžice kompasu |
| Růžice kompasu | Vsetín (~23,2 km)    | Karolinka                  | Velké Karlovice (~3,9 km) | Růžice kompasu |
| Růžice kompasu | Vsetín (~23,2 km)    | Jih                        | Velké Karlovice (~3,9 km) | Růžice kompasu |
| Růžice kompasu | Horní Lideč (~36 km) | Púchov (~38,6 km)          | Bytča (~42 km)            | Růžice kompasu |

## Služby
Město nabízí služby institucí jako je Česká pošta, obvodní oddělení Policie ČR, bankomat . Z oblasti kultury nabízí využití městské knihovny nebo divadla. Vzdělávací služby poskytuje mateřská a základní škola. Zdravotní péče je zajištěna na místním zdravotním středisku. Městský úřad tvoří několik odborů, které poskytují základní služby typu CzechPOINT, matrika, sociální oddělení, odbor výstavby a územního plánování. V obci je možno nakupovat v několika maloobchodech jako je Penny, COOP

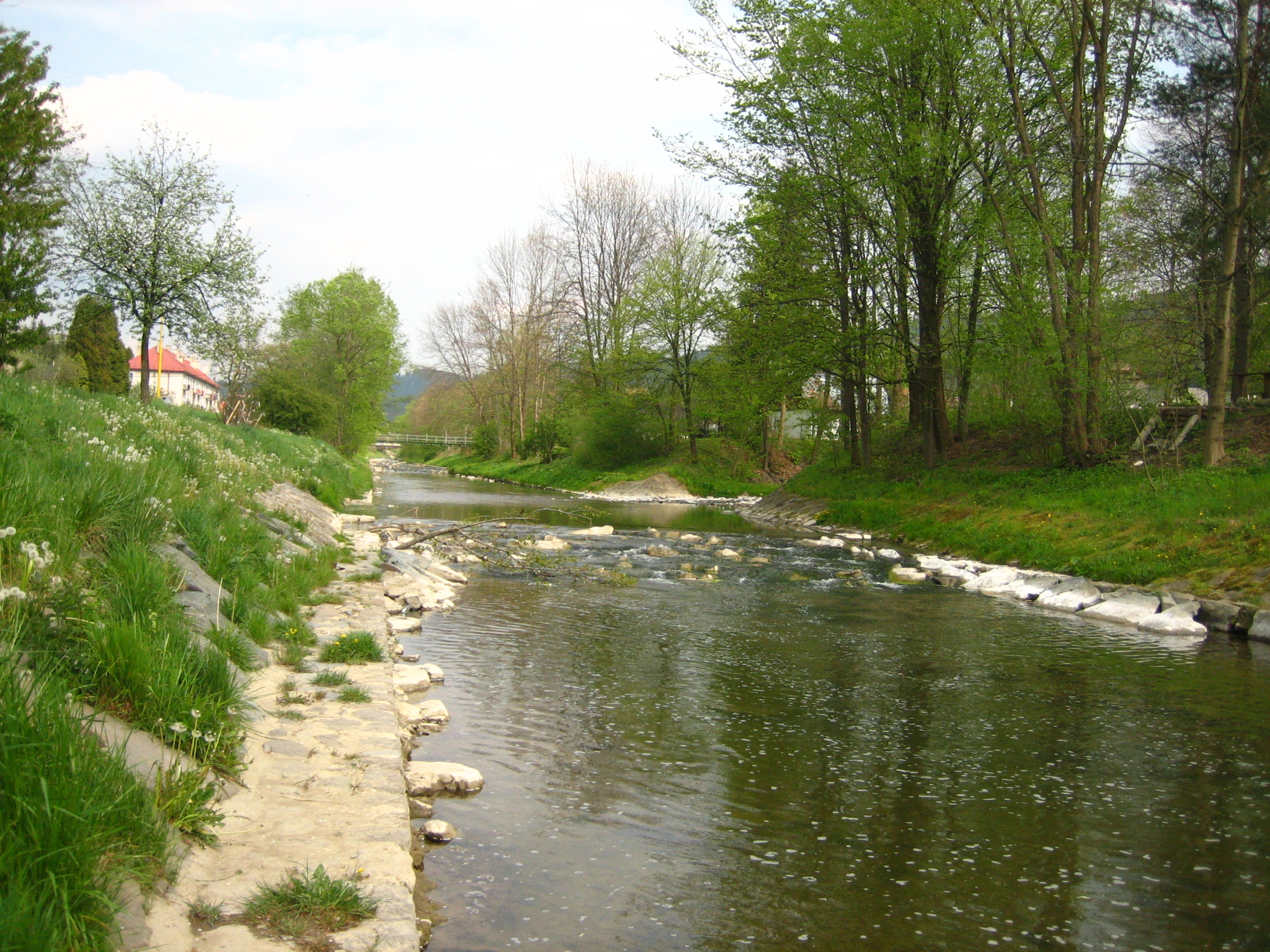
Vsetínská Bečva pod ústím potoka Velká Stanovnice

## Příroda
Na katastru obce se nachází přírodní památky:
- Vachalka
- Smradlavá
- Skálí

Obcí protéká řeka Vsetínská Bečva a její přítoky - potoky Raťkov,Velká Stanovnica s přehradou a Kobylská, tekoucí ze stejně pojmenovaných údolí.

## Přehrada
V katastru města se také nachází vodní dílo Karolinka, dokončené roku 1985. Přehrada je důležitým zdrojem pitné vody pro široké okolí a také se stala symbolem města.

## Pamětihodnosti
- Kostel Panny Marie Karmelské
- Hospoda - Stanovnická cesta
- údolí Raťkov - shluk roubených staveb z konce 18. a 19. století
- Zvonice Soláň - zvonice na kopci Soláň
- Karolinská přehrada - přehrada zásobující Vsetínsko
- Karolínina huť - sklárny

## Osobnosti
- Jiljí Hartinger (* 1935), malíř a grafik [7]
- Salomon Reich (1817–1900), zakladatel Karolíniny huti

## Fotogalerie

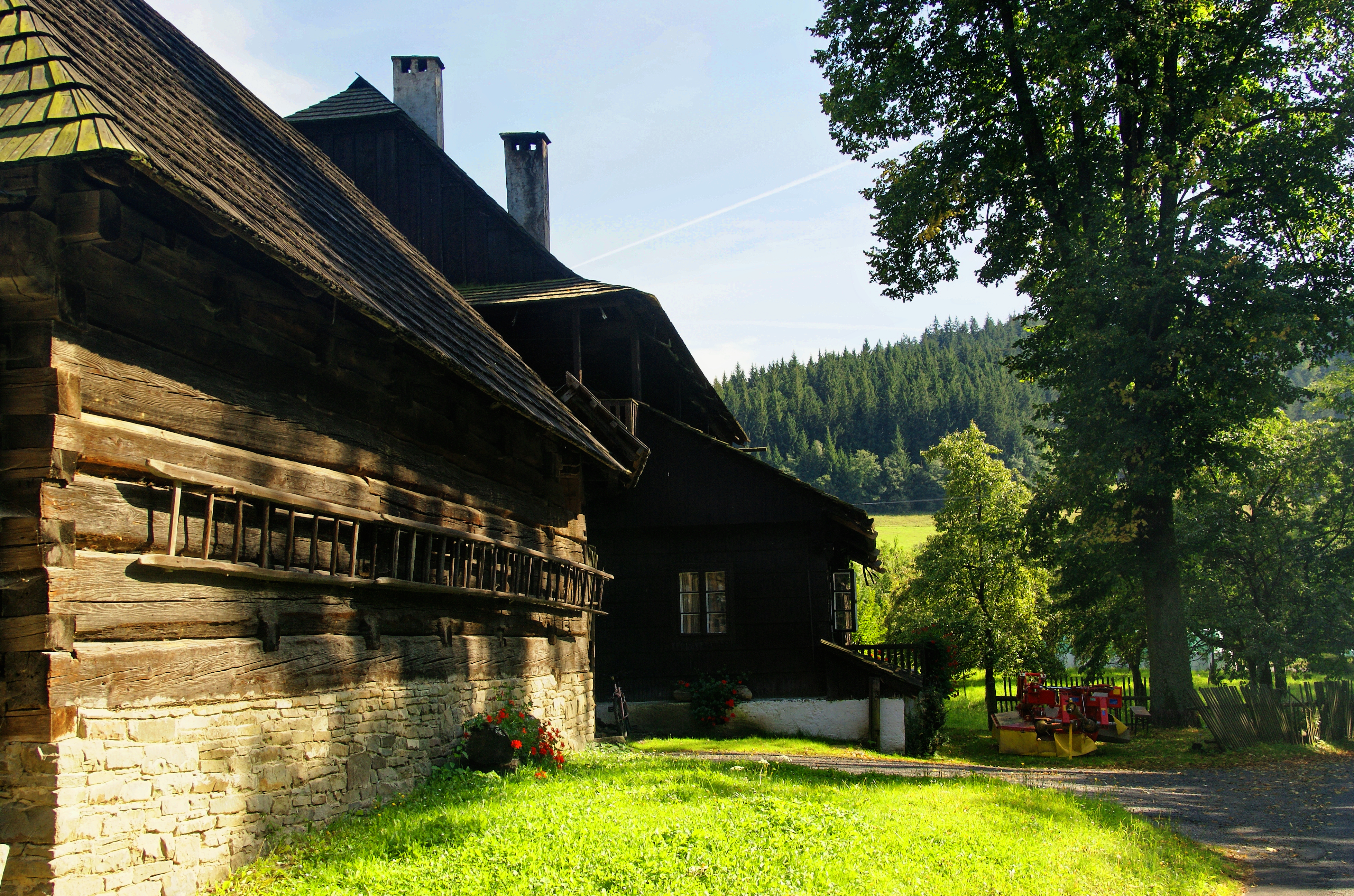
Stavení
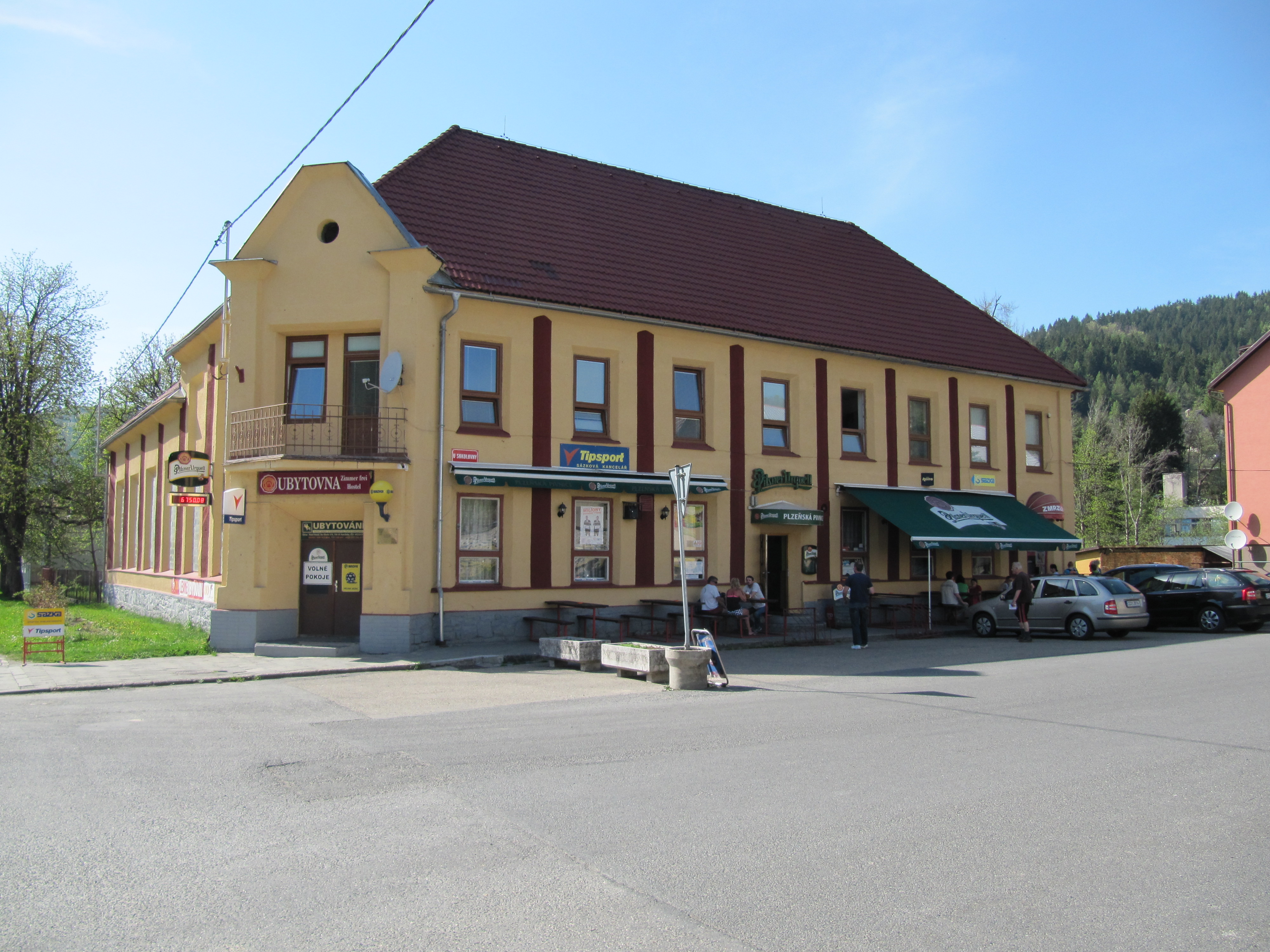
Sokolovna
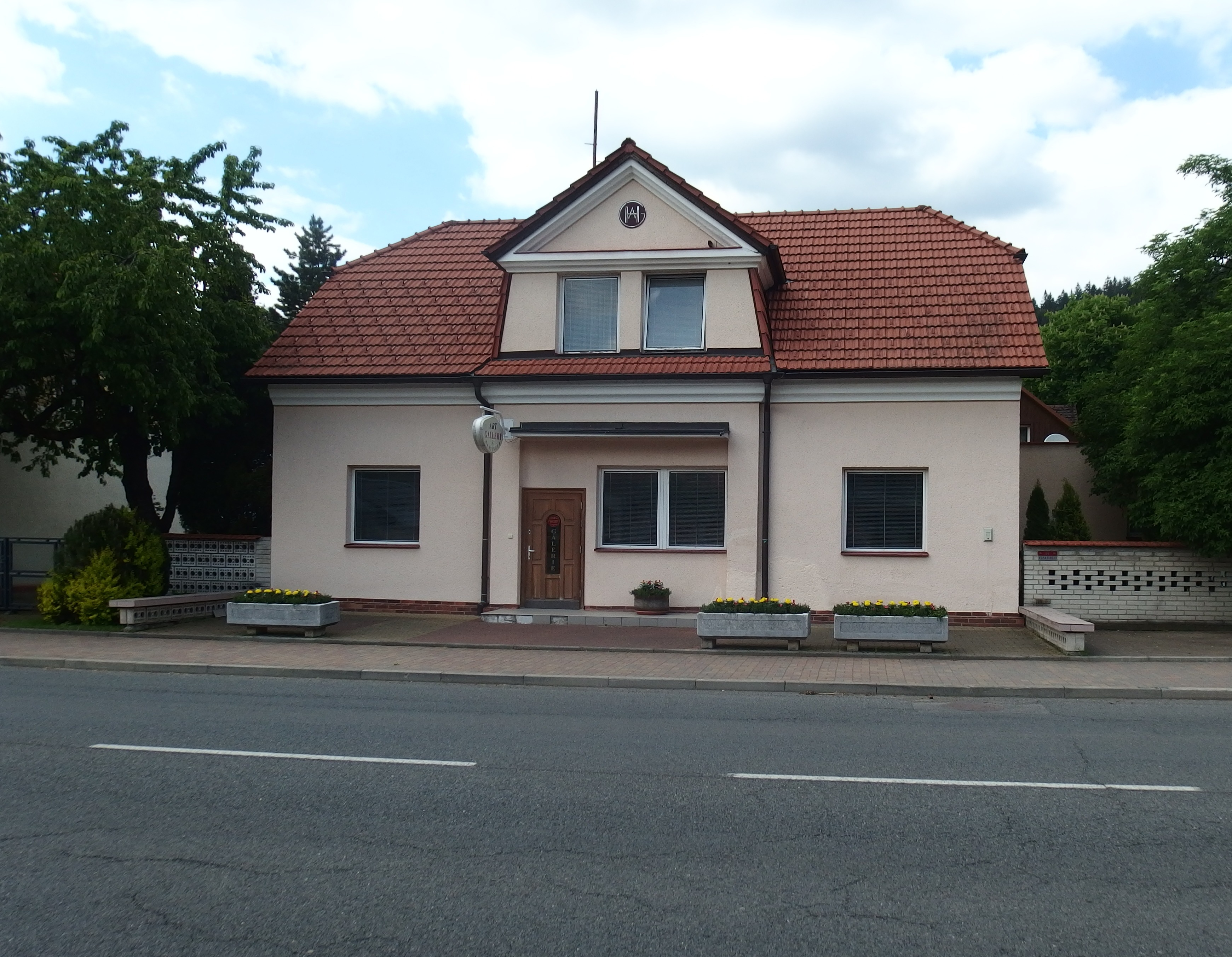
Galerie
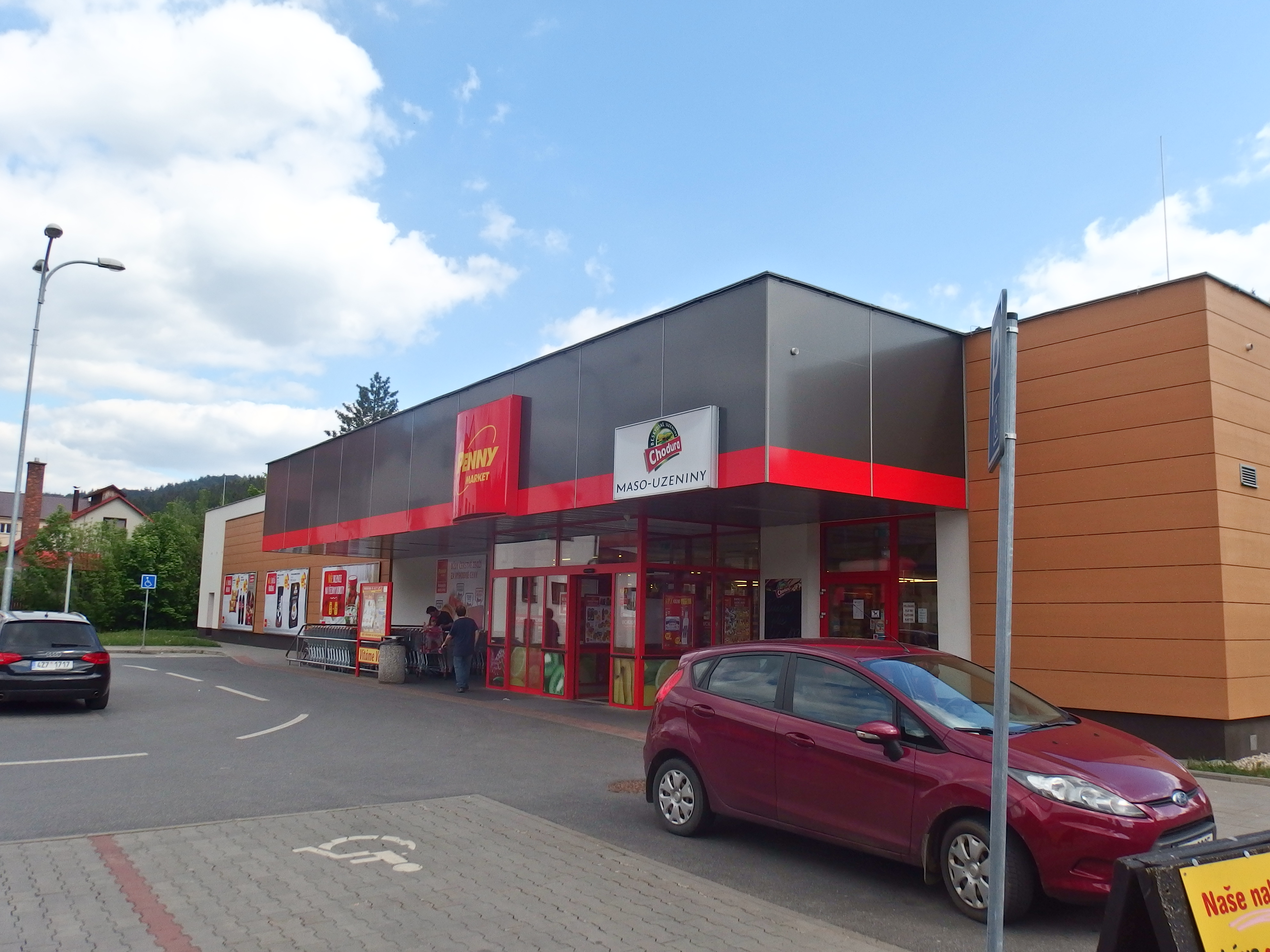
Penny Market
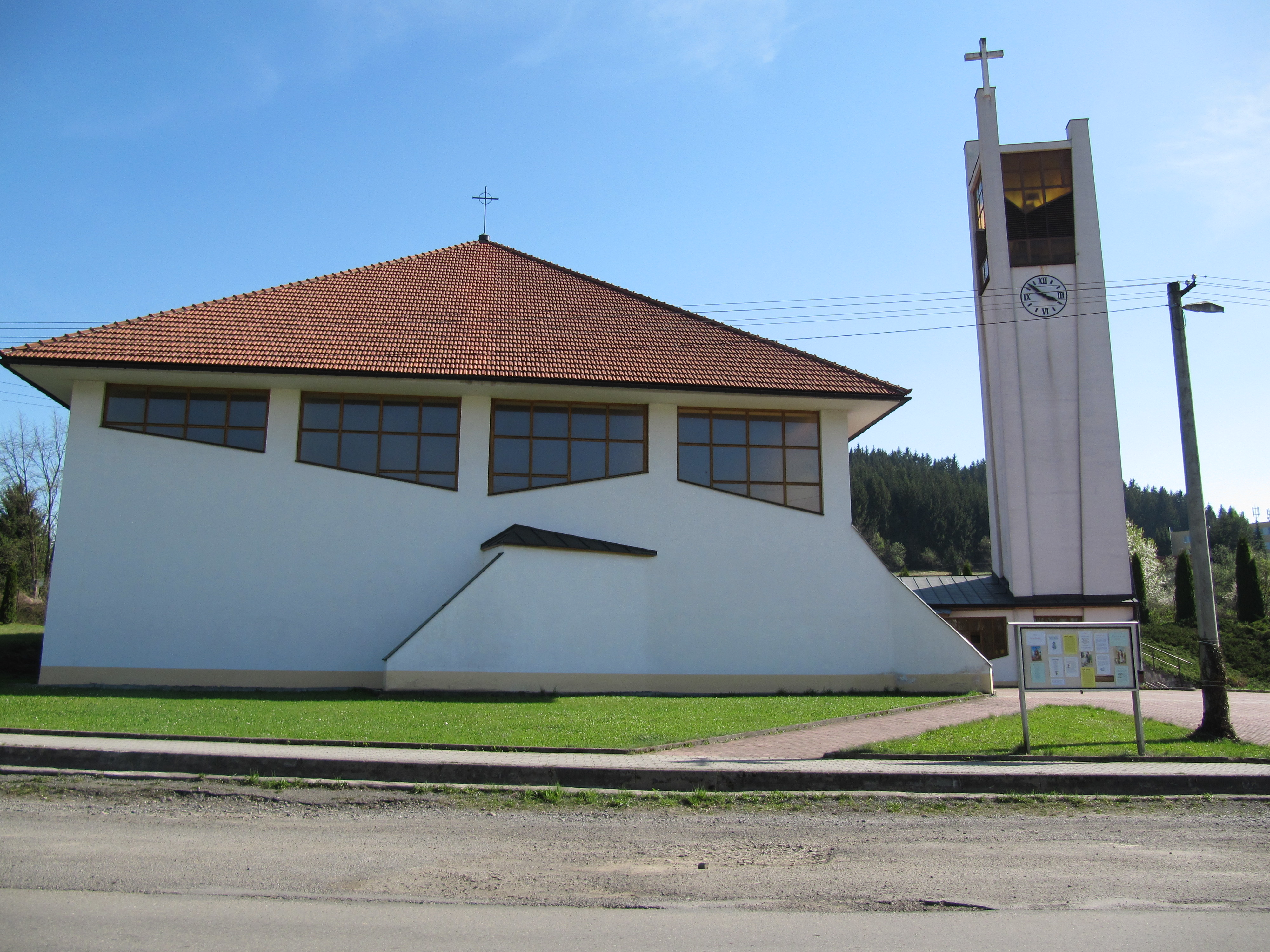
Kostel
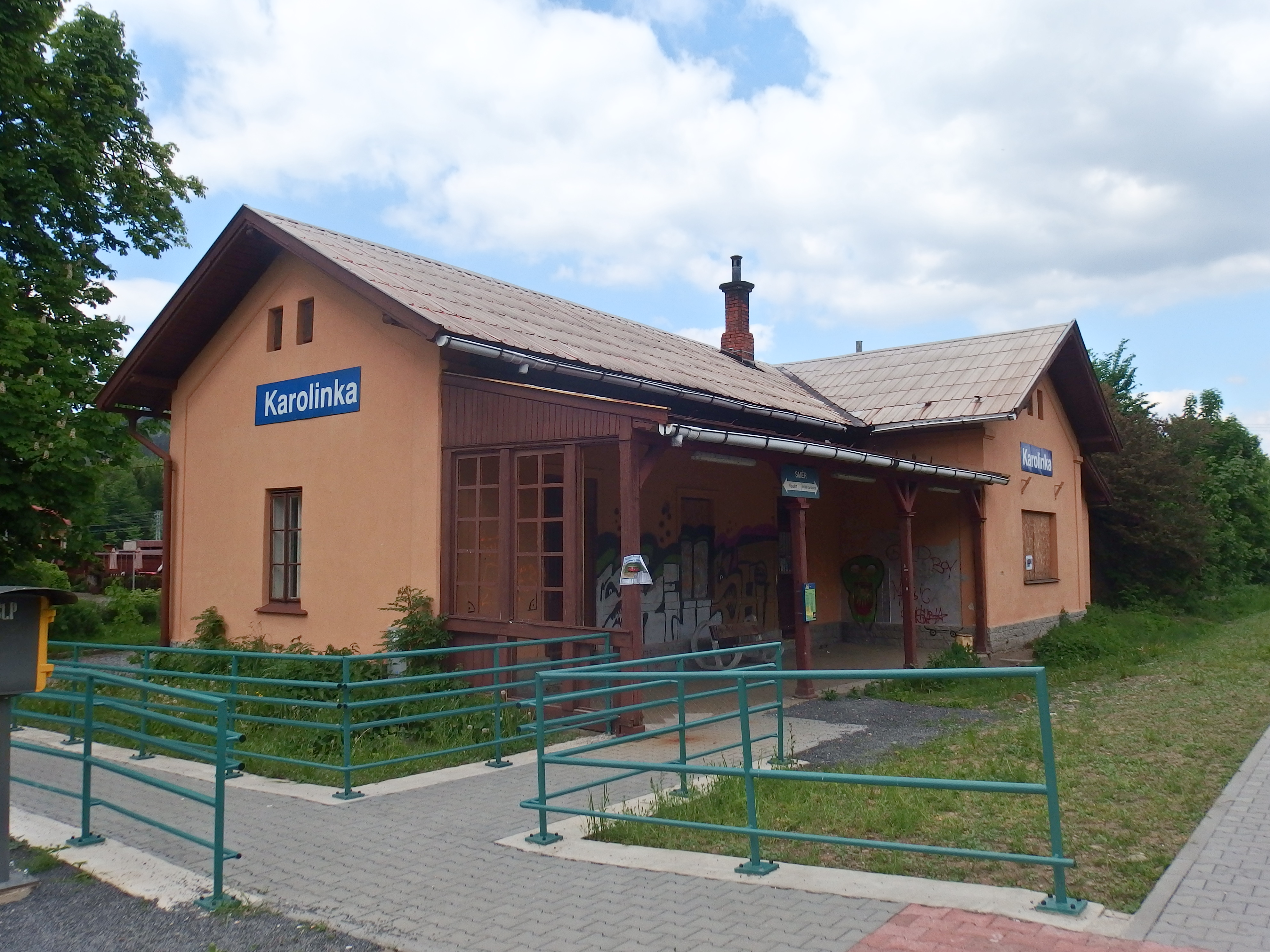
Nádraží
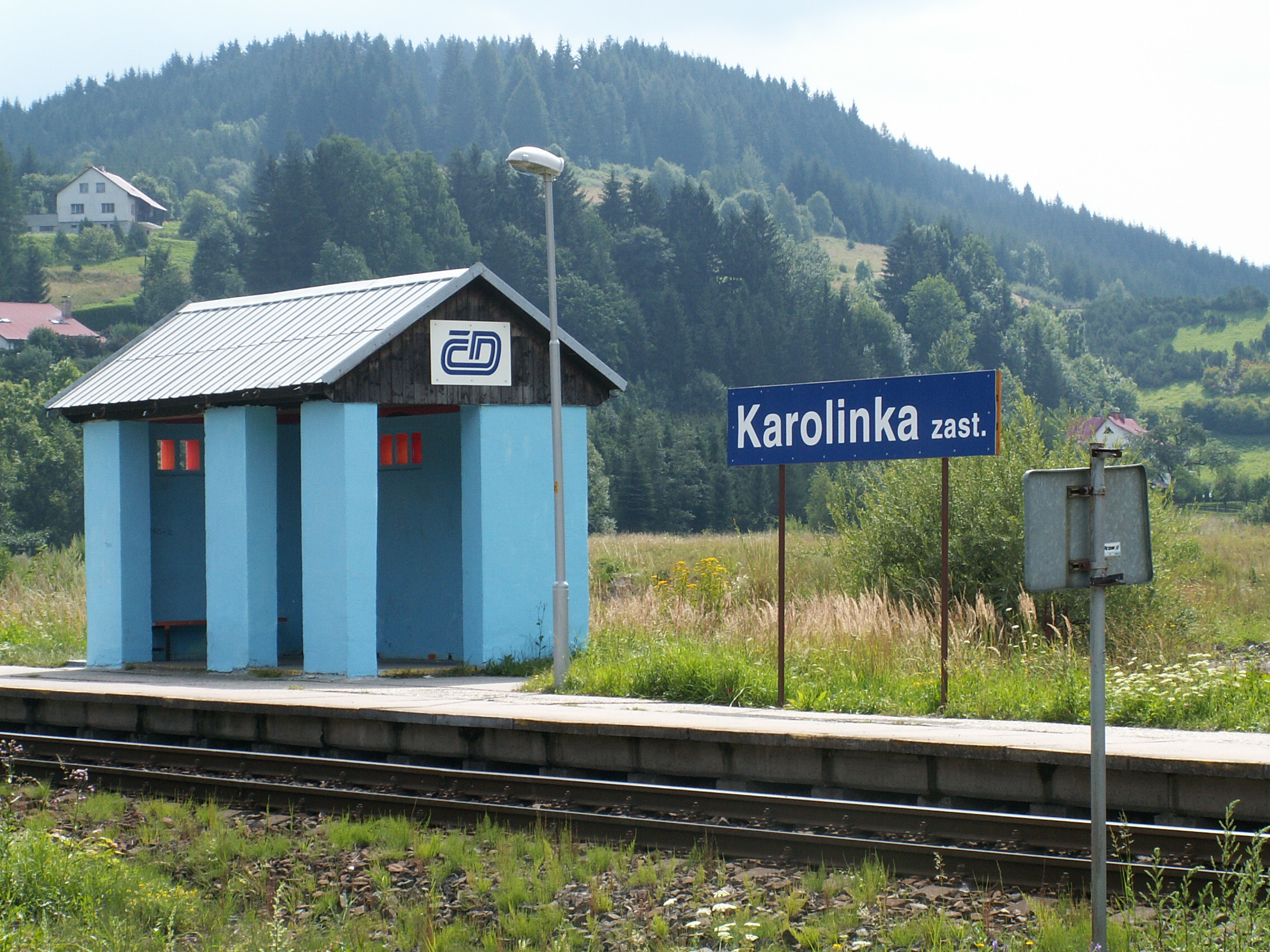
Železniční zastávka
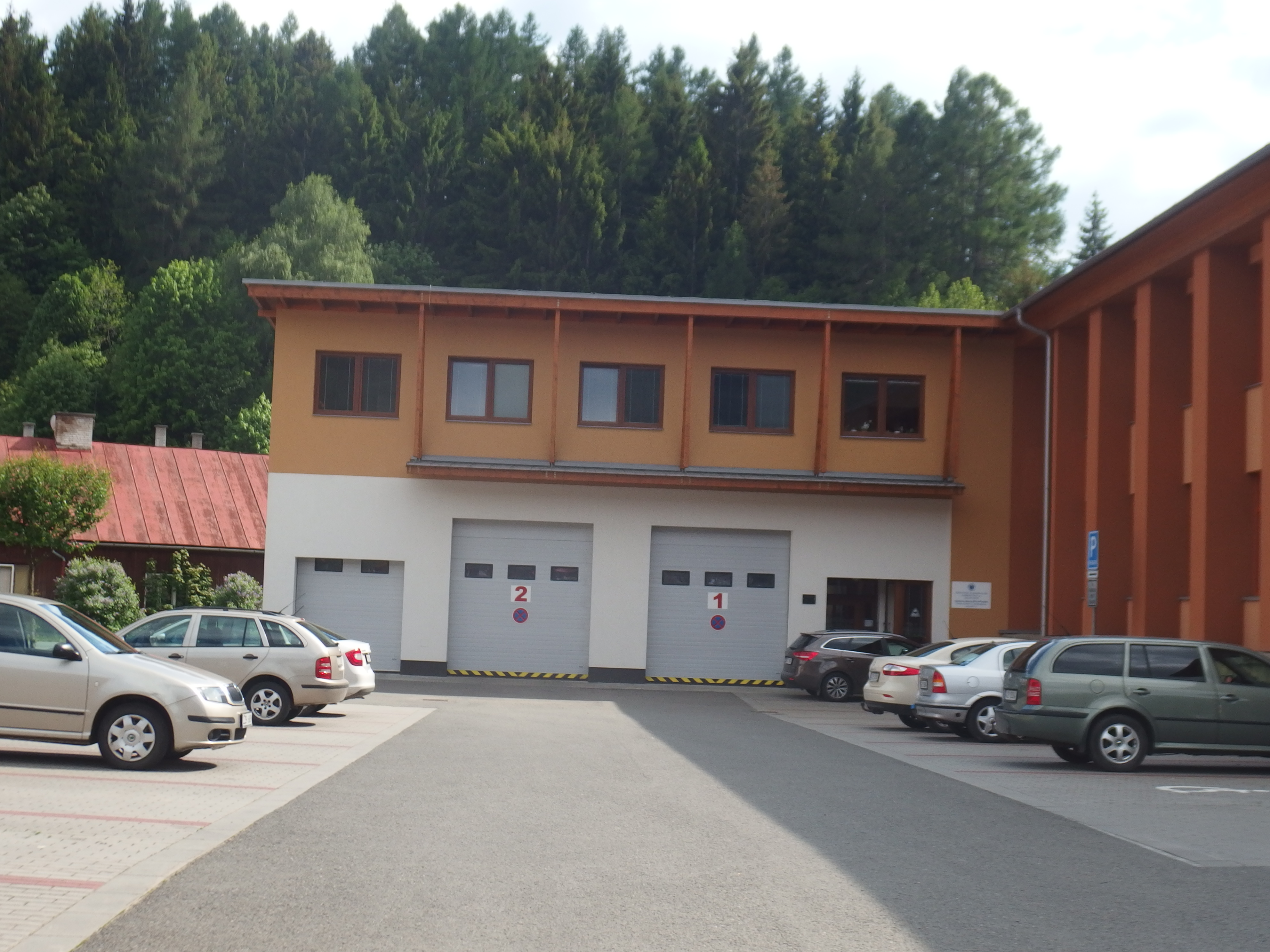
Výjezdová stanice ZZS
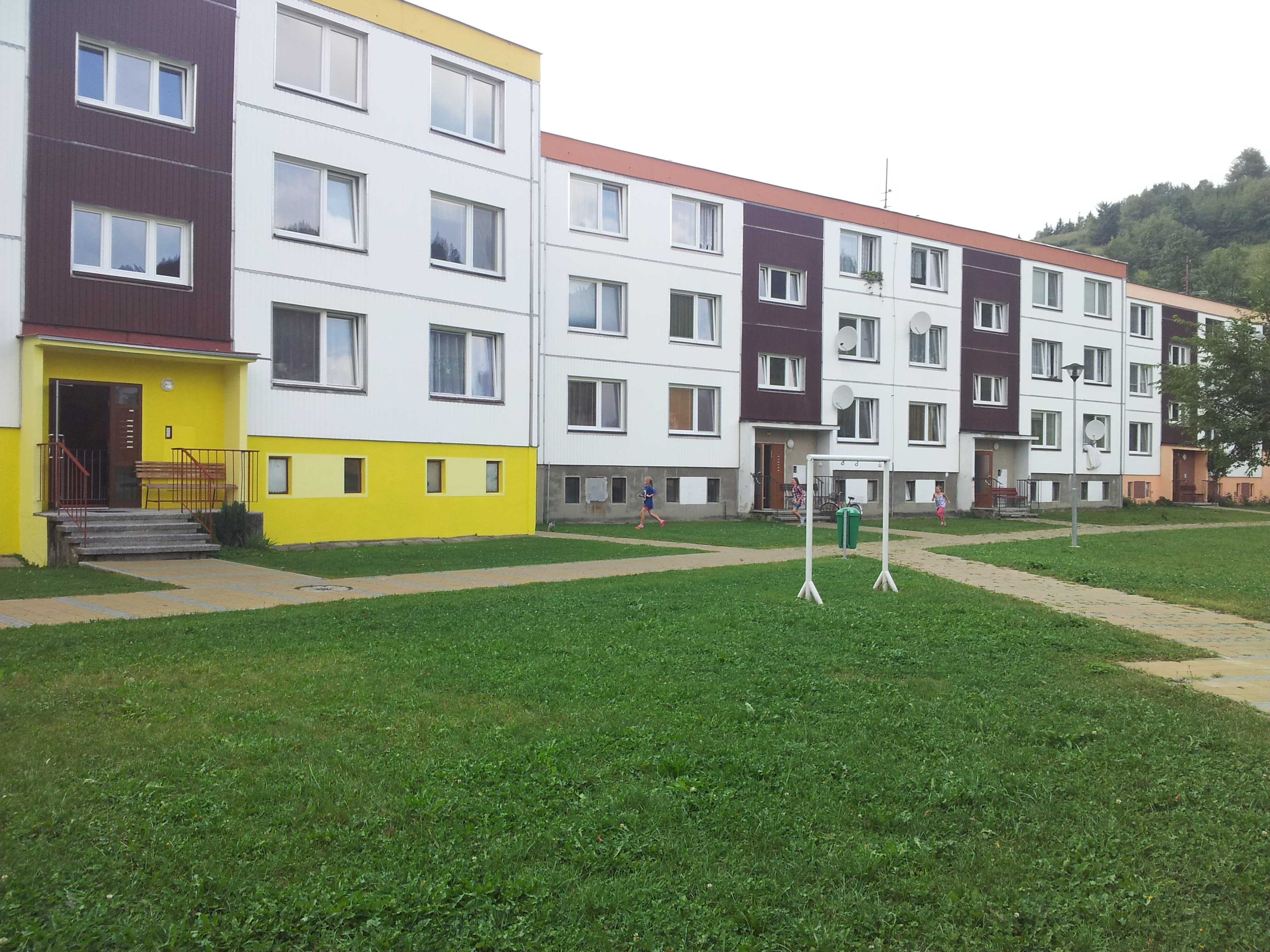
Sídliště
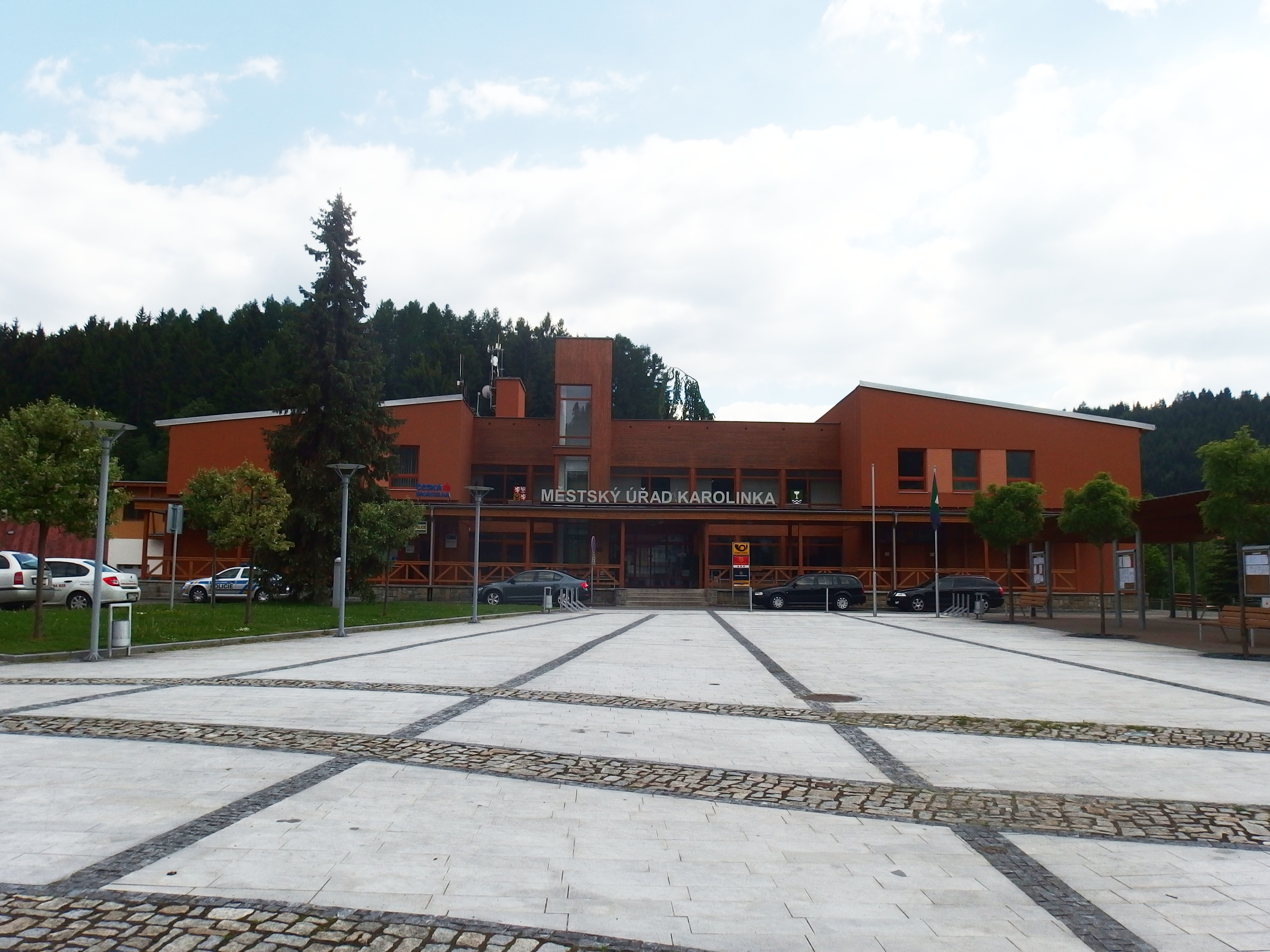
Radnice
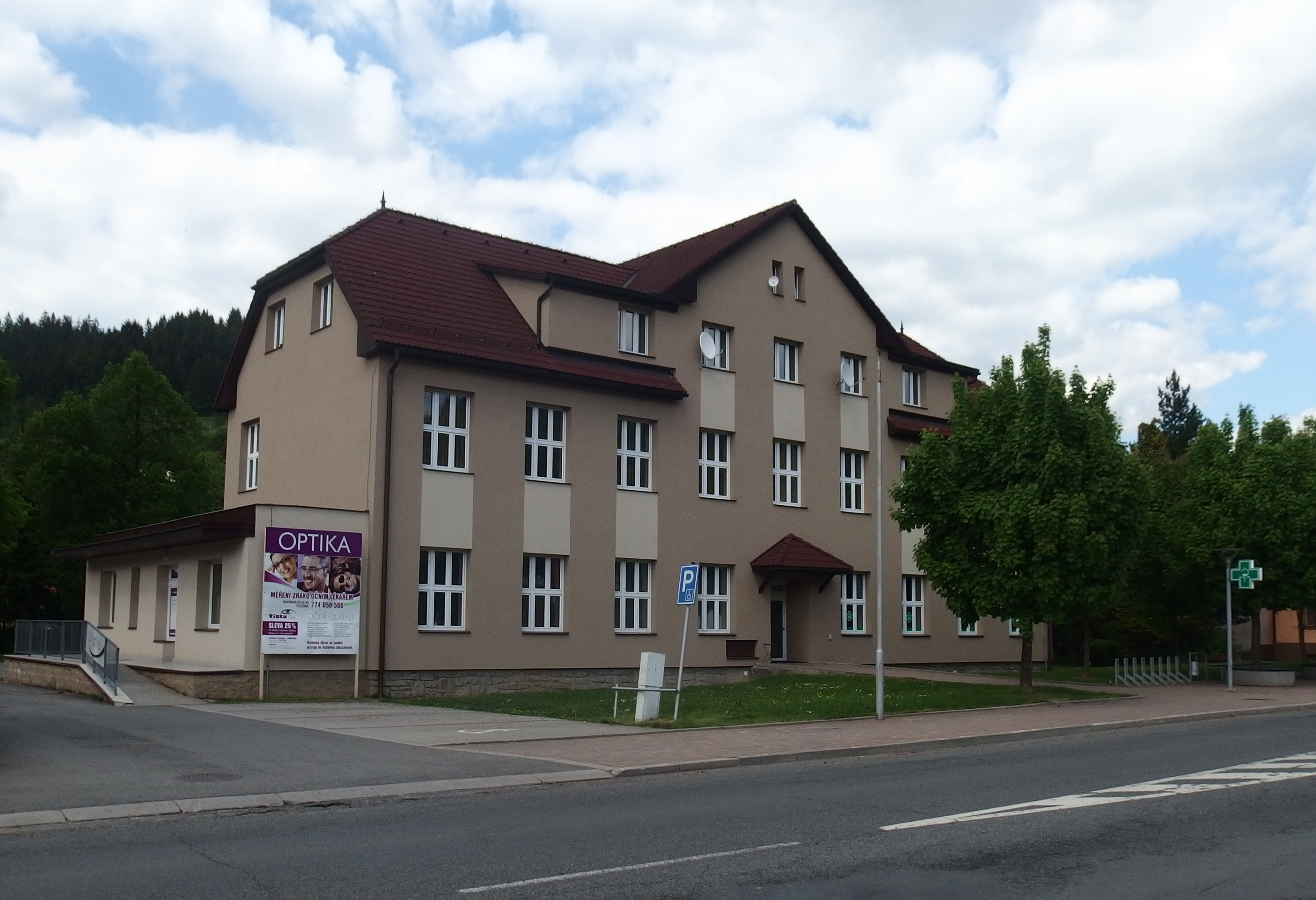
Lékárna
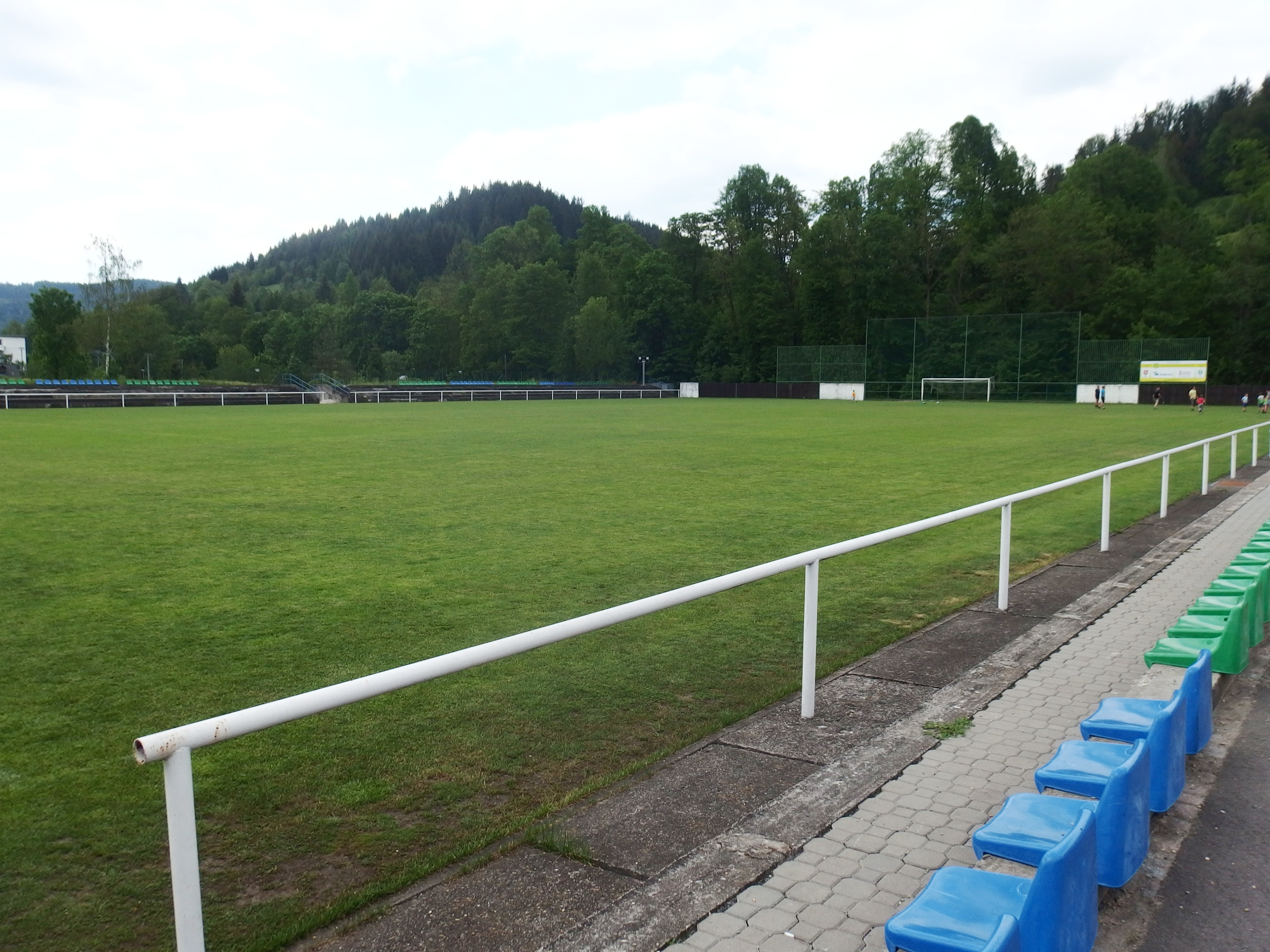
Stadion
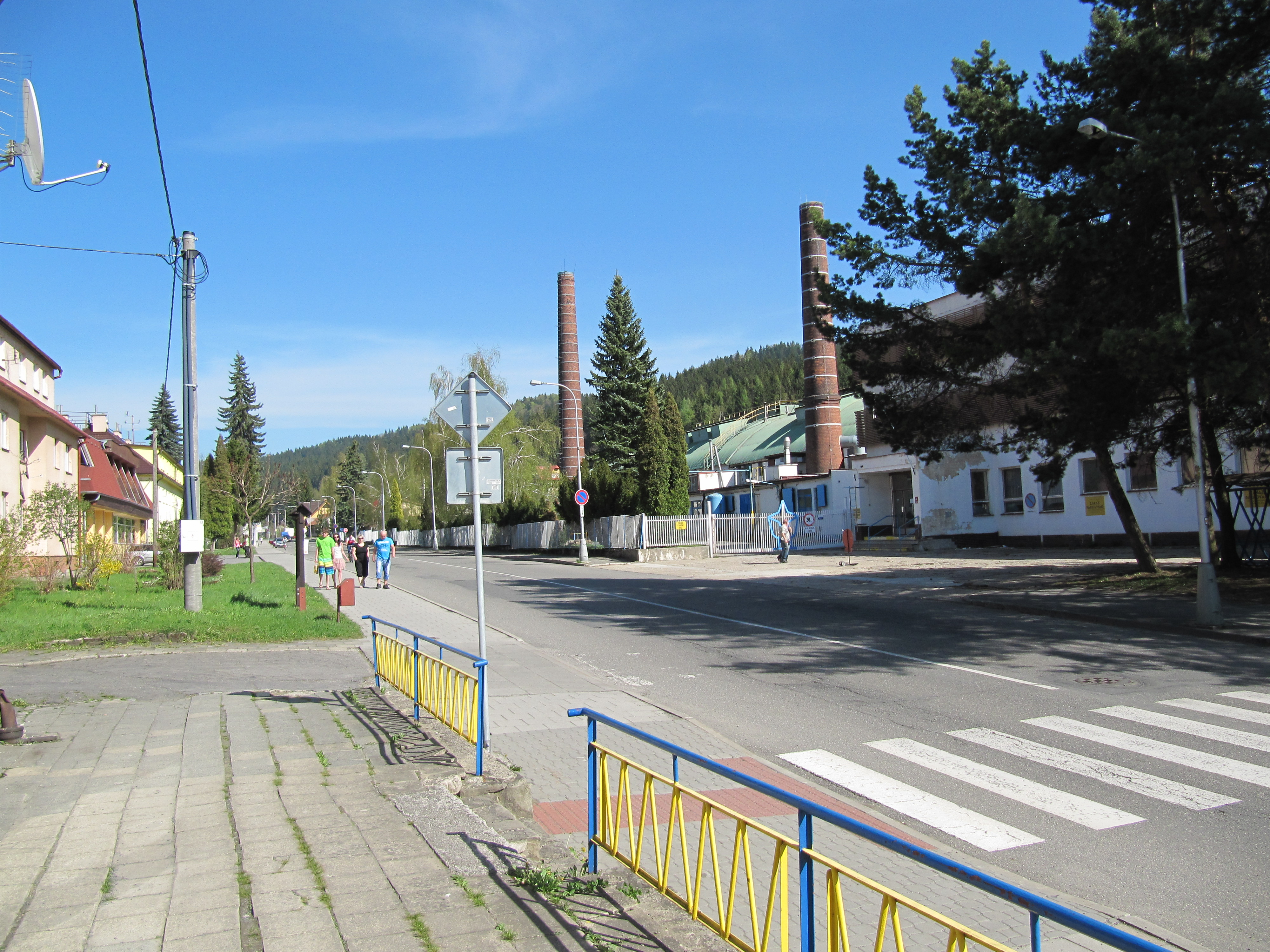
Sklárna
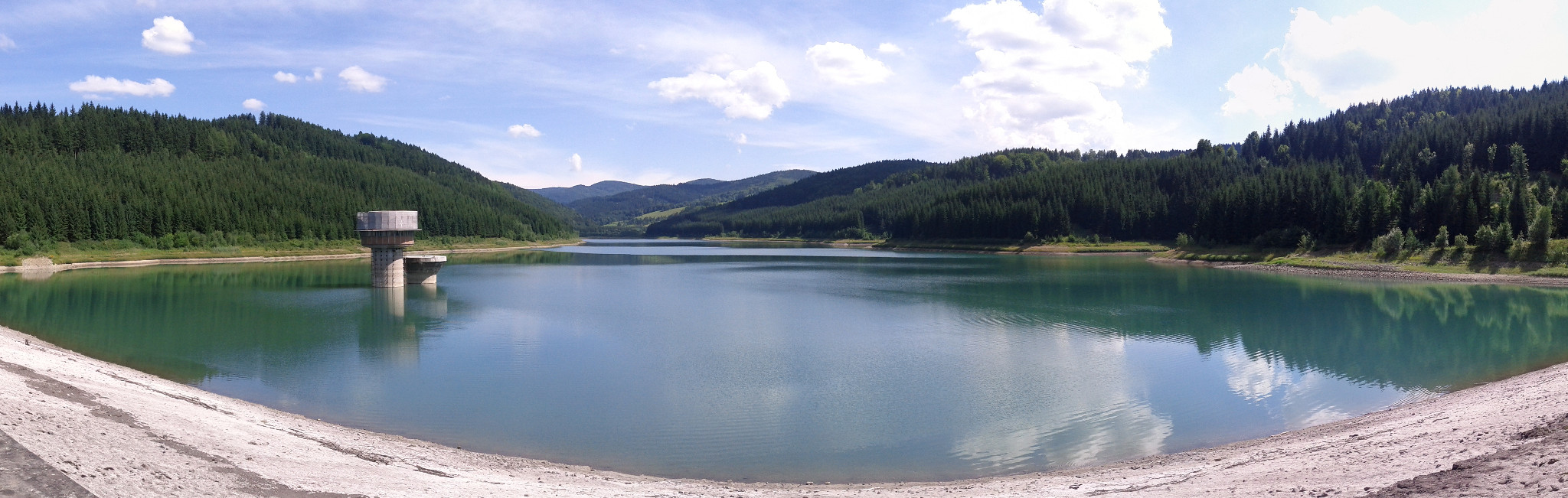
Přehrada